# The Bullitts
The Bullitts, pseudonimo di Jeymes Samuel (Londra, 27 luglio 1979), è un cantautore, regista e produttore discografico britannico.

## Biografia
Jeymes Samuel è nato il 27 luglio 1979 a Londra. Suo fratello maggiore è il cantante e compositore Seal. Sua madre, Adebisi Ogundeji, è nigeriana mentre suo padre, Francis Samuel, ha origini africane e brasiliane. Ha iniziato a fare musica all'età di 13 anni. Nel 2000, ha pubblicato When It Rains, il suo primo singolo. Nel 2002, ha pubblicato Urban Folk Music: The Prequel. Nello stesso anno, ha collaborato alla canzone The Proud, proveniente dall'album di debutto del rapper statunitense Talib Kweli, Quality. Nel 2007, è uscita The Bullitts Theme.
Nel 2009, ha scritto e co-prodotto tre canzoni dell'album Straight No Chaser del cantante britannico Mr Hudson, vale a dire Straight No Chaser, Everything Is Broken (con Kid Cudi ) e Time. L'anno seguente, si è unito ad un coro chiamato The Purple, The People, The Plastic Eating People. Il coro ha contribuito come voce di sottofondo per  Some Kind of Nature (con Lou Reed ) e Pirate Jet, provenienti dall'album dei Gorillaz, Plastic Beach. Nell'aprile del 2011, è uscita Close Your Eyes, il singolo principale del suo album They Die By Dawn and Other Short Stories. Al singolo hanno collaborato l'attrice Lucy Liu e il rapper Jay Electronica. Il suo video musicale è una rivisitazione del cortometraggio del 1929 di Luis Buñuel, Un chien andalou - Un cane andaluso.
Il mese seguente, è uscito il secondo singolo dell'album Landspeeder, il quale è stato inserito nella colonna sonora del film Demons Never Die, con Robert Sheehan. Il terzo singolo dell'album, intitolato Supercool, è stato presentato in anteprima il 4 ottobre 2011. Nel videoclip Samuel recita assieme all'attrice Rosario Dawson. Nello stesso anno ha scritto e prodotto Wonderful Life di Estelle. Nel 2012, è stato scelto da Baz Luhrmann e Jay-Z per collaborare alla colonna sonora del film Il grande Gatsby. Nel 2013, ha diretto, scritto, prodotto e composto la colonna sonora del cortometraggio They Die By Dawn, nel quale recitano Rosario Dawson, Giancarlo Esposito e Jesse Williams. Nel 2021 ha diretto, prodotto e co-sceneggiato il film western The Harder They Fall. Nel film recitano, tra gli altri, Jonathan Majors, Zazie Beetz e Idris Elba. Per questo film ha vinto il Premio BAFTA per il miglior esordio britannico da regista, sceneggiatore o produttore ed è stato candidato al Critics' Choice Awards per la miglior canzone. Nel 2023 uscirà il suo secondo film, Il vangelo secondo Clarence, con James McAvoy, Benedict Cumberbatch e Teyana Taylor.

## Discografia

### Album in studio
- 2013 - They Die By Dawn & Other Short Stories

### Colonne sonore
- 2022 - The Harder They Fall (Original Score)

### Singoli
- 2000 - When It Rains
- 2003 - Who Write the Songs (feat. Canibus)
- 2003 - Baby Don't Cry (feat. Kool G Rap)
- 2006 - The Myspace Song
- 2007 - The Bullitts Theme
- 2011 - Close Your Eyes (feat. Lucy Liu & Jay Electronica)
- 2011 - Landspeeder
- 2011 - Weirdo
- 2011 - Those Silly Name
- 2012 - Supercool
- 2012 - World Inside Your Rainbow

## Filmografia

### Regista

#### Cinema
- The Harder They Fall (2021)
- Il vangelo secondo Clarence (The Book of Clarence) (2023)

#### Cortometraggi
- They Die by Dawn

#### Videoclip
- Close Your Eyes - Jeymes Samuel, Lucy Liu e Jay Electronica (2010)
- Weirdo - Jeymes Samuel (2011)
- Those Silly Name - Jeymes Samuel (2011)
- Run and Hide - Jay Electronica & Jeymes Samuel (2011)
- Supercool - Jeymes Samuel (2012)
- World Inside Your Rainbow - Jeymes Samuel (2012)
- Legacy - Jay-Z (2017)

### Produttore

#### Cinema
- The Harder They Fall, regia di Jeymes Samuel (2021)
- Il vangelo secondo Clarence (The Book of Clarence), regia di Jeymes Samuel (2023)

#### Cortometraggi
- They Die by Dawn, regia di Jeymes Samuel (2013)

#### Videoclip
- Legacy - Jay-Z (2017)

### Sceneggiatore

#### Cinema
- The Harder They Fall, regia di Jeymes Samuel (2021)
- Il vangelo secondo Clarence (The Book of Clarence), regia di Jeymes Samuel (2023)

#### Cortometraggi
- They Die by Dawn, regia di Jeymes Samuel (2013)

#### Videoclip
- Legacy - Jay-Z (2017)

### Colonna sonora
- Scrivimi ancora (Love, Rosie), regia di Christian Ditter (2014)
- Clean, regia di Paul Solet (2021)
- The Harder They Fall, regia di Jeymes Samuel (2021)
- Il vangelo secondo Clarence (The Book of Clarence), regia di Jeymes Samuel (2023)

### Attore
- They Die by Dawn, regia di Jeymes Samuel (2013)

## Riconoscimenti
- BAFTA
  - 2022 - Miglior esordio britannico da regista, sceneggiatore o produttore per The Harder They Fall
- Black Reel Awards
  - 2014 - Candidatura al miglior cortometraggio indipendente per They Die by Dawn
  - 2022 - Miglior regista per The Harder They Fall
  - 2022 - Miglior colonna sonora per The Harder They Fall
  - 2022 - Miglior regista esordiente per The Harder They Fall
  - 2022 - Candidatura al miglior film per The Harder They Fall
  - 2022 - Candidatura alla miglior sceneggiatura per The Harder They Fall
  - 2022 - Candidatura alla miglior canzone per The Harder They Fall
  - 2022 - Candidatura alla miglior canzone per Guns Go Bang
- Critics' Choice Awards
  - 2022 - Candidatura alla miglior canzone per Guns Go Bang
- Satellite Award
  - 2022 - Candidatura alla miglior colonna sonora per The Harder They Fall